# 貧富
| ウィキペディアには「貧富」という見出しの百科事典記事はありません（タイトルに「貧富」を含むページの一覧/「貧富」で始まるページの一覧）。 代わりにウィクショナリーのページ「貧富」が役に立つかもしれません。 |